# 入侵腦細胞
《入侵腦細胞》（英語：The Cell）是一部2000年美德合拍的科幻心理恐怖片，講述一名聯邦調查局探員說服一名精通新實驗技術的社工進入昏迷連環殺手的腦海，以了解對方將最新的受害者綁在何方。電影為塔森·辛的導演處女作，馬克·普羅塞維奇編劇，主演包括珍妮佛·羅培茲、文斯·范恩、文森·唐諾佛利歐、瑪麗安娜·瓊-巴普蒂斯特、傑克·韋伯與迪倫·貝克。
電影於2000年8月18日美國上映，11月23日德國上映。《入侵腦細胞》在外界評價褒貶不一，視覺效果、導演、化妝、服裝和唐諾佛利歐的演技獲得普遍肯定，但與《沉默的羔羊》（1991年）相仿的情節、過於強調風格化以及受虐畫面受到批評。全球票房收入超過1.04億美元，表現成功。入圍奥斯卡最佳化妆与发型设计奖。

## 劇情
凱薩琳·迪恩博士是一名兒童心理學家，她被一間實驗室延攬，從事藉由先進儀器進入他人腦中意識的心理治療。她的治療對象是一名昏迷不醒的男孩愛德華，在愛德華的意識中，除了正常的他外，還有一個惡魔般的他，後者似乎是他抗拒迪恩的原因。迪恩希望將儀器反過來運作，讓愛德華進入她的意識，但實驗領導人不予批准。另一方面，殺害多名女子的連續殺人犯卡爾·魯道夫·史塔格正在享受樂趣，他喜歡將受害者關在秘密藏身處裡一個定期注水的密閉牢房，錄下受害者在滅頂前陷入絕望的樣子。
警方從史塔克棄屍的現場找到線索，進而在史塔格的住處將他逮捕，然而史塔格一副神智不清且痛苦的樣子，隨即陷入昏迷，讓警方無從拷問最新一位受害者茱莉亞的下落，亦即秘密藏身處的位置。联邦调查局（FBI）將史塔格送往迪恩所在的實驗室，經診斷後發現，史塔格的昏迷狀況和愛德華相同，都是大腦的特定部位遭到病毒感染，引發特殊的精神分裂。FBI探員彼得·諾瓦克請求迪恩從史塔格的意識中找出情報，而迪恩選擇接下這份任務。
迪恩發現史塔格的意識世界是一個扭曲怪異的空間。史塔格的孩童化身讓迪恩看見他被父親家暴的過去，迪恩試圖照護這個孩子，但被史塔格有如魔王一般的邪惡化身追殺。在情勢緊急時，迪恩可以選擇中斷與史塔格的連結、脫離他的意識，但有一次仍被史塔格的邪惡化身挾持。諾瓦克擔憂迪恩的安危，自願進入史塔格的意識，但最終也被抓到，慘遭扯出腸子的酷刑。淪為奴僕的迪恩被諾瓦克的呼喊喚醒，用匕首刺傷史塔格的邪惡化身，兩人逃出史塔格的意識，過程中迪恩看見史塔格的孩童化身有著對應的傷口，而諾瓦克則注意到一個商標。藉由這個商標，FBI追查史塔格在秘密藏身處所用的設備，進而定位了藏身處。
諾瓦克盡速抵達史塔格的藏身處，在茱莉亞即將淹死時開槍打破牢房的玻璃窗，將她救出。與此同時，迪恩擅自倒轉儀器，讓史塔格進入她自己的意識。迪恩的意識世界光明且美麗，讓史塔格的孩童化身寧願留在這裡。史塔格的邪惡化身也潛伏進來，但迪恩在自己的意識世界中無比強大，先是用弩箭將之釘在地上，再用利劍給他致命一擊。迪恩明白史塔格的孩童化身也將承受傷害，她將他抱起，如同洗禮般將他浸入池水中，現實中的史塔格就此死去，從痛苦中解脫。事後，FBI並未將迪恩的相關作為記錄在案，而在實驗室的批准下，迪恩讓愛德華進入自己的意識，這次愛德華心甘情願地擁抱她。

## 演員
- 珍妮佛·羅培茲飾演凱薩琳·迪恩博士（Dr. Catherine Deane）
- 文斯·范恩飾演特別探員彼得·諾瓦克（Special Agent Peter Novak）
- 文森·唐諾佛利歐飾演卡爾·魯道夫·史塔格（Carl Rudolph Stargher）
  - 傑克·托馬斯飾演年輕的卡爾·魯道夫·史塔格
- 瑪麗安娜·瓊-巴普蒂斯特（英语：Marianne Jean-Baptiste）飾演米里亞姆·肯特博士（Dr. Miriam Kent）
- 傑克·韋伯（英语：Jake Weber）飾演特別探員高登·拉姆齊（Special Agent Gordon Ramsey）
- 迪倫·貝克飾演亨利·韋斯特（Henry West）
- 塔拉·蘇博科夫（英语：Tara Subkoff）飾演茱莉亞·希克森（Julia Hickson）
- 凱瑟琳·蘇瑟蘭（英语：Catherine Sutherland）飾演安妮·瑪麗·維克西（Anne Marie Vicksey）
- 卡萊頓·詹姆斯（Colton James）飾演愛德華·貝恩斯（Edward Baines）
- 穆司塔·泛德（英语：Musetta Vander）飾演艾拉·貝恩斯（Ella Baines）
- 派屈克·波查（英语：Patrick Bauchau）飾演盧西安·貝恩斯（Lucien Baines）
- 詹姆斯·甘蒙（英语：James Gammon）飾演泰迪·李（Teddy Lee）
- 迪恩·諾里斯飾演柯爾（Cole）
- 普魯特·泰勒·文斯（英语：Pruitt Taylor Vince）飾演李德博士（Dr. Reid）

## 製作
本片的主體拍攝於1999年8月2日開始，在洛杉矶進行製作。

## 外部連結
- 互联网电影数据库（IMDb）上《入侵腦細胞》的资料（英文）
- AllMovie上《入侵腦細胞》的资料（英文）
- Box Office Mojo上《入侵腦細胞》的資料（英文）
- 爛番茄上《入侵腦細胞》的資料（英文）
- 豆瓣电影上《入侵腦細胞》的資料 （简体中文）